# Kome (Ciad)
Kome  o Komé è un comune del Ciad situato nel dipartimento di La Nya, provincia del Logone Orientale.